# カ亜目
カ亜目（カあもく、Nematocera）は、ハエ目（双翅目）に分類される亜目の一つ。ハエ目の中では長い糸状の触角を持つことから、長角亜目（ちょうかくあもく）、糸角亜目（しかくあもく）ともいわれる。カ亜目に所属する種としては、全世界に約33000種ほどが知られている。

## 概要
カ亜目はハエ亜目とともにハエ目を構成する分類群である。ハエ亜目と異なる点として、成虫の触角が12以上の同じ長さの節によって構成されている点が挙げられる。幼虫は殆どの種で水生であり、3齢幼虫以上では体節が13節以上ある。ハエ亜目の種でもハナアブの一部の種（ナミハナアブ族）やアブ科の各種、アシナガバエなど幼虫期に水生生活を送るものがいるが、それらの種では体節が12節以下であるため、カ亜目の種の幼虫とは区別できる。
カ亜目にはカやユスリカ、チョウバエ、ガガンボなどが属している。いわゆる衛生害虫に該当する種も多く、マラリアを媒介するハマダラカのように衛生上深刻な問題を引き起こす種も含まれている。

## 下位分類
7下目が所属する。
- クチキカ下目 Axymyiomorpha - クチキカなど1科3属6種。
- ケバエ下目 Bibionomorpha - ケバエ、キノコバエ、タマバエなど
- アミカ下目 Blephariceromorpha - アミカ、ハネカなど約3科30属300種。
- カ下目 Culicomorpha - カ、ハマダラカ、ユスリカ、ブユ
- チョウバエ下目 Psychodomorpha - チョウバエ
- コシボソガガンボ下目 Ptychopteromorpha - コシボソガガンボ
- ガガンボ下目 Tipulomorpha - ガガンボ